# Pedro Hernaez
Pedro C. Hernaez (Talisay, 12 december 1899 - 21 juni 1978) was een Filipijns politicus. 

## Biografie
Pedro Hernaez werd geboren op 12 december 1899 in Talisay in de Filipijnse provincie Negros Occidental. Hij was een zoon van Rosendo Hernaez en Teofila Conlu. Hernaez behaalde een Bachelor of Arts-diploma aan het Colegio de San Juan de Letran en studeerde aansluitend rechten. In 1921 voltooide hij deze bachelor-opleiding aan de Escuela de Derecho. Later dat jaar slaagde hij tevens voor het toelatingsexamen van de Filipijnse balie. Hij was kort tijd werkzaam als advocaat in Manilla, voor hij terug verhuisde naar Negros Occidental om daar zijn praktijk voort te zetten.
In 1934 werd Hernaez namens het 2e kiesdistrict van Negros Occidental gekozen in de Constitutionele Conventie, waar de Filipijnse Grondwet werd ontworpen en vastgesteld. Na de ratificatie van de grondwet werd Hernaez bij de verkiezingen van 1935 namens het 2 kiesdistrict van Negros Occidental gekozen in het Nationale Assemblee van de Filipijnen. In het huis was hij voorzitter van de commissie voor banken en bedrijven. Bij de verkiezingen van 1938 werd hij herkozen met en termijn tot 1941. 
Bij de verkiezingen van 1941 werd De la Rama gekozen in de Senaat van de Filipijnen met een termijn tot 30 december 1947. Dit 2e Congres van de Filipijnse Gemenebest zou echter pas in 1945, na de Japanse bezetting, in zitting gaan. Hernaez behoorde tot het groepje van acht senatoren, waarvan in 1945 bij loting werd bepaald dat hun termijn in de Senaat de maximaal zes jaar zou duren tot 30 december 1947. Bij de verkiezingen van 1949 slaagde Hernaez er niet in om herkozen worden. In 1959 werd hij benoemd tot minister van handel en industrie in het kabinet van Carlos Garcia. Deze functie bekleedde hij tot 1960.
Hernaez overleed in 1978 op 78-jarige leeftijd. Hij was getrouwd met Encarnacion de la Rama en kreeg met haar twee dochters.

### Boeken
- Miguel R. Cornejo (1939) Cornejo's Commonwealth directory of the Philippines, Encyclopedic ed., Manilla
- Zoilo M. Galang (1958) Encyclopedia of the Philippines, 3 ed. Vol XVII, E. Floro, Manilla
- Remigio Agpalo, Bernadita Churchill, Peronilla Bn. Daroy en Samuel Tan (1997), The Philippine Senate, Dick Baldovino Enterprises

### Websites
- Biografie Pedro Hernaez, website Senaat van de Filipijnen (geraadpleegd op 1 augustus 2015)
- List of Previous Senators, website Senaat van de Filipijnen (geraadpleegd op 1 augustus 2015)
- Online Roster of Philippine Legislators, website Filipijns Huis van Afgevaardigden (geraadpleegd op 1 augustus 2015)